# Arbitre (baseball)

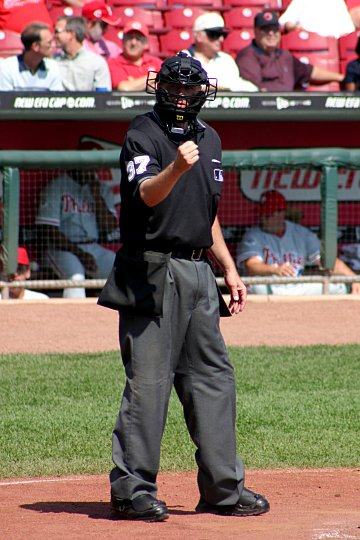
« Prise ! »

Pour les articles homonymes, voir Arbitre et Arbitre sportif.
En baseball, l'arbitre (umpire en anglais) est la personne chargée du respect des règles pendant les matchs.

## Histoire
Lors des matchs des années 1850, un seul arbitre positionné à côté du premier but supervisait le jeu, mais cette méthode fut abandonnée en 1858. Deux arbitres, un en première base et l'autre au marbre, furent parfois utilisés de 1887 à 1912, date à laquelle la Ligue nationale adopta définitivement cette disposition. Un troisième arbitre fut introduit en 1933 puis un quatrième en 1952. En Série mondiale, deux arbitres étaient responsables du jeu jusqu'en 1908, après quoi un troisième umpire fit son apparition en 1909 puis un quatrième en 1910. À partir de 1947, six arbitres sont sur le terrain lors des Séries mondiales après une tentative avortée en 1925.

Lors des matchs où officient plus d'un arbitre, l'arbitre en chef est celui qui officie derrière le marbre. Tous les arbitres ont toutefois les mêmes pouvoirs pour faire respecter les règles de jeu comme pour la discipline.

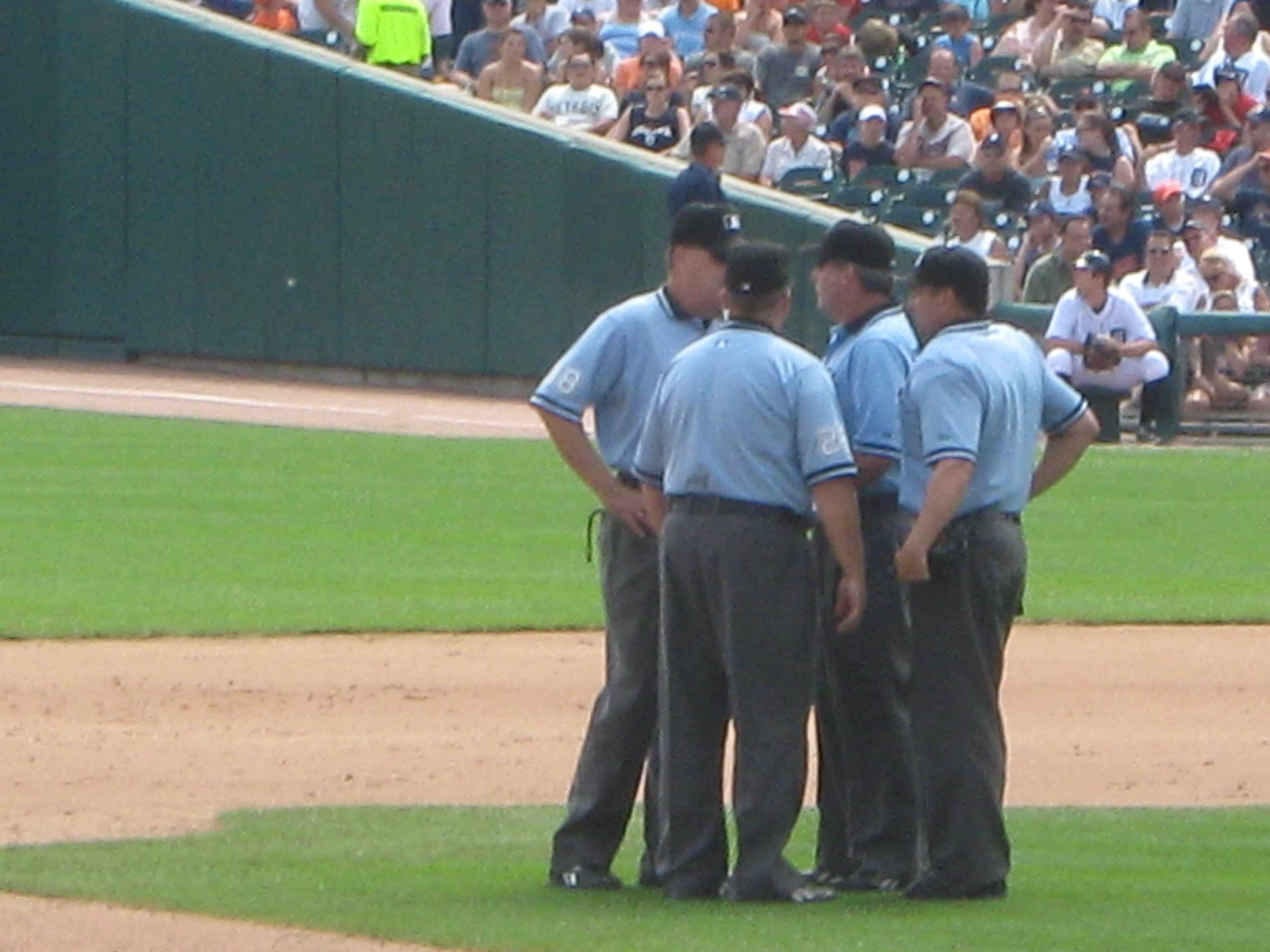
Arbitres discutant une décision

Les arbitres de la MLB sont des professionnels et ils percevaient 5 dollars par match durant les années 1870. N'hésitant pas à pratiquer la grève (1968, 1970, 1978, 1979, 1984, 1987, 1991, 1994-95, crise de 1999-2002) afin de protéger leurs intérêts. Les arbitres de la MLB avaient en 1995 un salaire minimum annuel de 100 000 dollars avec un plafond de 282 500 dollars.

## Rôle, compétences et gestuelle
L'arbitre officiant derrière le marbre est responsable du suivi des remplacements. Il est responsable des prises et des balles ainsi que des jeux qui se déroulent au marbre. Un geste du bras droit (voir illustration ci-contre) indique une bonne balle (prise / strike). Si l'arbitre reste sans réaction, il s'agit d'une mauvaise balle (balle / ball). L'arbitre au marbre gère également les balles. Il doit s'assurer après chaque contact que la balle est en bon état. Si cette dernière est abîmée, l'arbitre sort de sa besace une balle neuve.
Les autres arbitres se situent près des buts : en première, deuxième et troisième base. Ceux situés le long des lignes des (1re et 3e bases) jugent si les balles sont hors champ et contrôlent également que le batteur n'ait pas franchi le marbre. Les signes les plus utilisés par ces arbitres sont l'indication d'un coureur sauf (bras écartés, à hauteur d'épaules) ou retiré (même geste que l'arbitre placé au marbre pour signifier les prises : un geste du bras droit avec le coude plié).
En séries éliminatoires, la MLB applique un système à six arbitres. Les deux arbitres supplémentaires sont situés sur chacune des lignes délimitant le territoire des bonnes et des fausses balles et ont comme responsabilité de juger les attrapés ainsi que les balles dans le champ extérieur.
Il est accepté pour un entraîneur de discuter avec un arbitre de la bonne application des règles du baseball, à la suite d'un jeu. Si l'arbitre estime qu'un joueur, ou entraîneur, conteste son jugement, ou adopte un comportement agressif envers lui, ou envers un autre joueur, il peut expulser la personne concernée. L'arbitre signifie cette décision en pointant du doigt la personne expulsé, puis en effectuant un geste, toujours doigt pointé, vers l'extérieur du terrain. 

## Arbitrage vidéo
Comme dans de nombreuses autres disciplines, l'arbitre est la cible de nombreuses critiques. L'arbitrage électronique, notamment pour contrôler la zone de prises, est utilisé pour l'entraînement des arbitres et par certaines chaînes de télévision mais n'a aucune valeur officielle. Le système fut utilisé un temps pour évaluer les arbitres, mais le refus des arbitres de valider ce système d'évaluation provoqua son rapide abandon. Le 3 septembre 2008 à Tampa Bay à l'occasion d'un match opposant les Rays aux Yankees de New York, les arbitres utilisèrent pour la première fois le ralenti diffusé sur les écrans du stade pour inverser une décision.

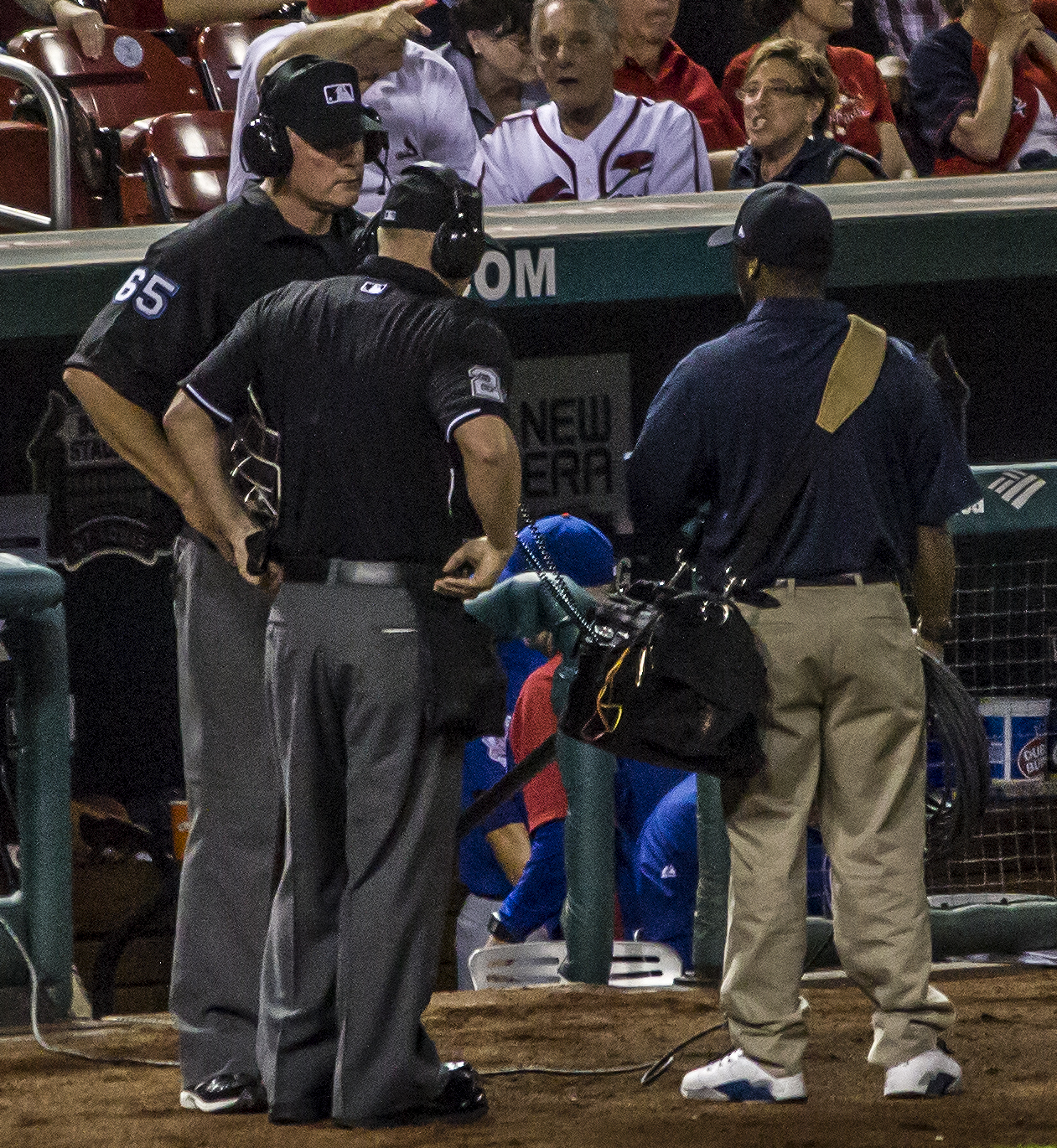
Des arbitres durant la révision d'un jeu en 2014.

En janvier 2014, le baseball majeur approuva un nouveau système de reprises vidéo dont l'utilisation était jusqu'ici très limitée et permit aux équipes de demander la révision d'un nombre limité par match de décisions des arbitres. Les gérants des deux clubs débutent chaque match avec la possibilité de contester une décision des arbitres. Si la reprise vidéo donne raison au gérant, celui-ci a la possibilité de demander l'arbitrage vidéo une autre fois dans le même match, mais jamais plus de deux fois au total dans une même rencontre. Un nombre limité de contestations est imposé afin d'éviter d'allonger inutilement les matchs. Après la 7e manche, les officiels peuvent eux-mêmes demander le visionnement d'une vidéo pour aider leur décision. Des arbitres sont en poste dans les bureaux de MLB Advanced Media à New York où ils ont accès à l'équipement audiovisuel et peuvent communiquer avec leurs collègues sur le terrain. Un certain nombre d'actions ne peuvent être contestées, mais selon Tony La Russa, qui a travaillé à l'élaboration de ce système, 90 pour cent des situations de jeu peuvent être revues. L'arbitrage vidéo était déjà permis pour réviser la validité d'un coup de circuit et les règles les concernant demeurèrent inchangées lors de l'application en 2014 du nouveau système.
En 2014, un total de 1 276 jeux ont été revus de cette manière : 604 décisions sur 1 265 (47,75 %) furent renversées en saison régulière et 4 sur 11 en séries éliminatoires pour un total de 608 décisions renversées en une année, ou 47,65 % des jeux contestés.

## Marqueur
Un marqueur officiel s'occupe principalement de juger les erreurs, coups sûrs, optionnels, etc. Le baseball est notoire pour ses nombreuses statistiques.

## Arbitres emblématiques

### Temple de la renommée
Les arbitres sont éligibles au Temple de la renommée du baseball ; neuf d'entre-eux représentent la corporation :
- Al Barlick (NL, 1940-43, 1946-55, 1958-71)
- Nestor Chylak (AL, 1954-78)
- Jocko Conlan (NL, 1941-64)
- Tommy Connolly (NL, 1898-1900; AL, 1901-31)
- Billy Evans (AL, 1906-27)
- Doug Harvey (NL, 1962-1992)
- Cal Hubbard (AL, 1936-51)
- Bill Klem (NL, 1905-41)
- Bill McGowan (AL, 1925-54)

### Numéros retirés en MLB
Tout comme les joueurs, les arbitres de la MLB arborent les numéros. Ces derniers peuvent être retirés par la MLB afin d'honorer certains arbitres :
- No 1     Bill Klem (NL, 1905-41)
- No 2     Nick Bremigan (AL, 1974-89)
- No 2     Jocko Conlan (NL, 1941-64)
- No 3     Al Barlick (NL, 1940-43, 1946-55, 1958-71)
- No 9     Bill Kunkel (AL, 1968-84); aussi arbitre dans la NBA.
- No 10   John McSherry (NL, 1971-1996) ; Décéda sur le marbre au cours d'un match entre les Reds de Cincinnati et les Expos de Montréal.
- No 16   Lou DiMuro (AL, 1963-82); Meurt dans un accident de la route après un match à Arlington (Texas).